# ELTE TTK Számítógéptudományi Tanszék
Az ELTE Természettudományi Kar Számítógéptudományi Tanszéke felelős az adatbányászat, algoritmuselmélet, gráfelmélet, halmazelmélet, kriptográfia, kombinatorika, logika, számítástudomány tudományterületek oktatásáért. A tanszék évtizedek óta biztosítja a világhírű magyar kombinatorikai iskola utánpótlását.

## Történet
A Számítógéptudományi Tanszéket Lovász László alapította, aki 1999-ben elnyerte az egyik legrangosabb matematikai kitüntetést, a matematikai Wolf-díjat, 2008-ban pedig Széchenyi-nagydíjat is kapott.

## Jelenlegi professzorok, docensek
- Csikvári Péter, egyetemi docens
- Grolmusz Vince, egyetemi tanár
- Király Zoltán, egyetemi docens
- Komjáth Péter, professor emeritus, MTA rendes tagja
- Lovász László, professor emeritus, MTA rendes tagja
- Pálvölgyi Dömötör, egyetemi docens
- Recski András, egyetemi tanár
- Sziklai Péter, tanszékvezető egyetemi tanár
- Szőnyi Tamás, egyetemi tanár
- Vesztergombi Katalin, nyugalmazott egyetemi docens

## Korábbi professzorok, docensek
- Elekes György
- Gács András
- Hajnal András
- Simonovits Miklós

## Kutatócsoportok
- ELTECRYPT kutatócsoport Archiválva 2015. szeptember 19-i dátummal a Wayback Machine-ben
- PIT Bioinformatics Group
- MTA-ELTE Geometric and Algebraic Combinatorics Research Group Archiválva 2014. október 18-i dátummal a Wayback Machine-ben